# Rettersted
Rettersted er et sted hvor henrettelser foregår/foregik.